# Lasiomma octomaculatum
Lasiomma octomaculatum är en tvåvingeart som först beskrevs av Ringdahl 1937.  Lasiomma octomaculatum ingår i släktet Lasiomma och familjen blomsterflugor. Arten är reproducerande i Sverige. Inga underarter finns listade i Catalogue of Life.